# 笑福亭鶴瓶のメインキャスト!
『笑福亭鶴瓶のメインキャスト!』（しょうふくていつるべのメインキャスト）は、TBSで2007年から2008年まで放送された特別番組。番組内では『鶴瓶のメインキャスト!』と表示されていた。

## 内容
落語家・タレントでもあり、役者としての顔も持つ笑福亭鶴瓶が、番組ホストとして、大物役者達の素顔を引き出すバラエティ番組。該当期のドラマに出演する俳優や女優達が撮影を共にしてきたスタッフや共演者達をもてなす場に、鶴瓶が同席してトークする。当然、ゲストが出演しているドラマの番組宣伝も流される。
2007年4月から5回分制作され、当番組での実績を元に2009年4月10日からTBS系列全国ネットのトーク番組『A-Studio』が放送を開始した。
なお、2010年からは事実上の代替番組となる『ゴールデンキャスト（GOLDEN CAST）』が放送されている。当番組では沢村一樹・速水もこみち・有吉弘行の3人が鶴瓶のかわりに番組ホストを務め、新作ドラマ（映画の場合もあり）に出演する俳優や女優達をいろいろともてなしている。

## 出演者
- 笑福亭鶴瓶（番組ホスト）
- あおい洋一郎（ナレーター）

## 放送日時
- 第1回　2007年4月4日　23:55 - 5:25（以降、時間表記はすべてJST）
- 第2回　2007年10月4日　23:55 - 25:55
- 第3回　2008年1月4日　24:20 - 25:44
- 第4回　2008年4月4日　24:35 - 25:55
- 第5回　2008年10月3日　24:35 - 25:55

なお毎日放送では、各回とも下記のとおり時差放送された。
・第1回　2007年5月6日　15:24 - 17:00
・第2回　2007年10月21日　14:00 - 16:00
・第3回　2008年1月12日　13:54 - 15:24
・第4回　2008年4月6日　14:50 - 16:05
・第5回　2008年10月13日　16:30 - 17:50

## ゲスト

### 第1回
- 織田裕二（日曜劇場・冗談じゃない!）
- 上野樹里（同上）
- 大竹しのぶ（同上）
- 武田鉄矢（夫婦道）
- 高畑淳子（同上）

### 第2回
- 明石家さんま（日曜劇場・ハタチの恋人）
- 長澤まさみ（同上）
- 武田鉄矢（3年B組金八先生）
- 仲間由紀恵（ジョシデカ!）
- 泉ピン子（同上）
- 長瀬智也（金曜ドラマ・歌姫）
- 相武紗季（同上）
- 佐藤隆太（同上）

### 第3回
- 稲垣吾郎（日曜劇場・佐々木夫妻の仁義なき戦い）
- 小雪（同上）
- 小出恵介（同上）
- 伊東美咲（金曜ドラマ・エジソンの母）
- 松下由樹（同上）
- 香里奈（だいすき!!）
- 平岡祐太（同上）
- 岸本加世子（同上）

### 第4回
- 草彅剛（日曜劇場・猟奇的な彼女）
- 田中麗奈（同上）
- 佐藤隆太（ROOKIES）
- 市原隼人（同上）
- 高岡蒼甫（同上）
- 中尾明慶（同上）
- 城田優（同上）
- 小出恵介（同上）
- 桐谷健太（同上）
- 佐藤健（同上）
- 五十嵐隼士（同上）
- 川村陽介（同上）
- 尾上寛之（同上）
- 天海祐希（金曜ドラマ・Around40〜注文の多いオンナたち〜）

### 第5回
- 二宮和也（流星の絆）
- 鈴木京香（日曜劇場・SCANDAL）
- 三浦春馬（ブラッデイ・マンデイ）

## スタッフ
- 構成：松田幸三
- カメラ：青木芳行
- 音声：佐々野昌樹
- 照明：根建勝広
- 美術：森つねお
- 編集：鈴木建介
- MA：肥沼未幸
- 音効：保苅智子
- ヘアメイク：大の木ひで
- スタイリスト：上野真紀
- 宣伝：眞鍋武
- 編成：竹中優介
- AD：小谷中真実
- AP：平出聡
- ディレクター：松藤豪、木原猛
- 演出：飯島冬貴
- プロデューサー：工藤浩之、小西寛
- 技術協力：エイ・フィールド、プログレッソ、e-naスタジオ、サウンドエッグノッグ
- 美術協力：tac
- 企画協力：TBS系ドラマのプロデューサー担当 ／ デンナーシステムズ（表示なし）
- 制作プロダクション：K-max
- 製作：TBS